# Coppa Davis 2005 Zona Americana
La Zona Americana (Americas Zone) è una delle 3 divisioni zonali nell'ambito della Coppa Davis 2005.

## Gruppo I
|                                                         | Play-off 2º turno 23-25 settembre                       | Play-off 2º turno 23-25 settembre                       | Play-off 2º turno 23-25 settembre                       |                                                         |  | Play-off 1º turno 15-17 luglio   | Play-off 1º turno 15-17 luglio   | Play-off 1º turno 15-17 luglio   |                                  |                                      | 1º turno 4-6 marzo                   | 1º turno 4-6 marzo                   | 1º turno 4-6 marzo                   |                                      |                                                   | 2º turno 29 aprile-1º maggio                      | 2º turno 29 aprile-1º maggio                      | 2º turno 29 aprile-1º maggio                      |                                                   |                             |
|                                                         |                                                         |                                                         |                                                         |                                                         |  |                                  |                                  |                                  |                                  |                                      |                                      |                                      |                                      |                                      |                                                   |                                                   |                                                   |                                                   |                                                   |                             |
|                                                         |                                                         |                                                         |                                                         |                                                         |  |                                  |                                  |                                  |                                  |                                      |                                      |                                      |                                      |                                      |                                                   |                                                   |                                                   |                                                   |                                                   |                             |
|                                                         |                                                         |                                                         |                                                         |                                                         |  |                                  |                                  |                                  |                                  |                                      | S                                    | Canada                               |                                      |                                      |                                                   |                                                   |                                                   |                                                   |                                                   |                             |
|                                                         |                                                         |                                                         |                                                         |                                                         |  |                                  |                                  |                                  |                                  |                                      |                                      | bye                                  |                                      |                                      |                                                   | Valencia, Venezuela (Terra)                       | Valencia, Venezuela (Terra)                       | Valencia, Venezuela (Terra)                       | Valencia, Venezuela (Terra)                       | Valencia, Venezuela (Terra) |
|                                                         |                                                         |                                                         |                                                         |                                                         |  |                                  | bye                              |                                  |                                  |                                      |                                      |                                      |                                      |                                      | S                                                 | Canada                                            | 4                                                 |                                                   |                                                   |                             |
|                                                         |                                                         |                                                         |                                                         |                                                         |  |                                  | Perù                             |                                  |                                  | Caracas, Venezuela (Cemento)         | Caracas, Venezuela (Cemento)         | Caracas, Venezuela (Cemento)         | Caracas, Venezuela (Cemento)         |                                      |                                                   | Venezuela                                         | 0                                                 |                                                   |                                                   |                             |
|                                                         |                                                         |                                                         |                                                         |                                                         |  |                                  |                                  |                                  |                                  |                                      | Venezuela                            | 4                                    |                                      |                                      |                                                   |                                                   |                                                   |                                                   |                                                   |                             |
|                                                         | Lima, Perù (Terra)                                      | Lima, Perù (Terra)                                      | Lima, Perù (Terra)                                      | Lima, Perù (Terra)                                      |  |                                  |                                  |                                  |                                  |                                      | Perù                                 | 1                                    |                                      |                                      |                                                   |                                                   |                                                   |                                                   |                                                   |                             |
|                                                         |                                                         | Perù                                                    | 5                                                       |                                                         |  |                                  |                                  |                                  |                                  |                                      |                                      |                                      |                                      |                                      |                                                   |                                                   |                                                   |                                                   |                                                   |                             |
|                                                         | S                                                       | Paraguay                                                | 0                                                       |                                                         |  |                                  |                                  |                                  |                                  | Guanajuato, Messico (Cemento indoor) | Guanajuato, Messico (Cemento indoor) | Guanajuato, Messico (Cemento indoor) | Guanajuato, Messico (Cemento indoor) | Guanajuato, Messico (Cemento indoor) |                                                   |                                                   |                                                   |                                                   |                                                   |                             |
|                                                         |                                                         |                                                         |                                                         |                                                         |  |                                  |                                  |                                  |                                  |                                      |                                      | Messico                              | 2                                    |                                      |                                                   |                                                   |                                                   |                                                   |                                                   |                             |
|                                                         |                                                         |                                                         |                                                         |                                                         |  | Puebla, Messico (Cemento indoor) | Puebla, Messico (Cemento indoor) | Puebla, Messico (Cemento indoor) | Puebla, Messico (Cemento indoor) |                                      |                                      | Ecuador                              | 3                                    |                                      |                                                   | Guayaquil, Ecuador (Terra)                        | Guayaquil, Ecuador (Terra)                        | Guayaquil, Ecuador (Terra)                        | Guayaquil, Ecuador (Terra)                        | Guayaquil, Ecuador (Terra)  |
|                                                         |                                                         |                                                         |                                                         |                                                         |  | Messico                          | 5                                |                                  |                                  |                                      |                                      |                                      |                                      |                                      | Ecuador                                           | 5                                                 |                                                   |                                                   |                                                   |                             |
|                                                         |                                                         |                                                         |                                                         |                                                         |  | S                                | Paraguay                         | 0                                |                                  |                                      |                                      |                                      |                                      |                                      | S                                                 | Paraguay                                          | 0                                                 |                                                   |                                                   |                             |
|                                                         |                                                         |                                                         |                                                         |                                                         |  |                                  |                                  |                                  |                                  |                                      | bye                                  |                                      |                                      |                                      |                                                   |                                                   |                                                   |                                                   |                                                   |                             |
|                                                         |                                                         |                                                         |                                                         |                                                         |  |                                  |                                  |                                  |                                  |                                      | S                                    | Paraguay                             |                                      |                                      |                                                   |                                                   |                                                   |                                                   |                                                   |                             |
| Paraguay retrocessa al Group II della Coppa Davis 2006. | Paraguay retrocessa al Group II della Coppa Davis 2006. | Paraguay retrocessa al Group II della Coppa Davis 2006. | Paraguay retrocessa al Group II della Coppa Davis 2006. | Paraguay retrocessa al Group II della Coppa Davis 2006. |  |                                  |                                  |                                  |                                  |                                      |                                      |                                      |                                      |                                      | Canada e Ecuador ammesse ai World Group Play-off. | Canada e Ecuador ammesse ai World Group Play-off. | Canada e Ecuador ammesse ai World Group Play-off. | Canada e Ecuador ammesse ai World Group Play-off. | Canada e Ecuador ammesse ai World Group Play-off. |                             |

## Gruppo II
|                                                                | Play-off 15-17 luglio                                          | Play-off 15-17 luglio                                          | Play-off 15-17 luglio                                          |                                                                |                                     | 1º turno 4-6 marzo                  | 1º turno 4-6 marzo                  | 1º turno 4-6 marzo                  |                         |                         | 2º turno 15-17 luglio                  | 2º turno 15-17 luglio                  | 2º turno 15-17 luglio                  |                                        |                                                     | 3º turno 23-25 settembre                            | 3º turno 23-25 settembre                            | 3º turno 23-25 settembre                            |                                                     |                             |
|                                                                |                                                                |                                                                |                                                                |                                                                |                                     |                                     |                                     |                                     |                         |                         |                                        |                                        |                                        |                                        |                                                     |                                                     |                                                     |                                                     |                                                     |                             |
|                                                                |                                                                |                                                                |                                                                |                                                                |                                     | Bogotà, Colombia (Terra)            |                                     |                                     |                         |                         |                                        |                                        |                                        |                                        |                                                     |                                                     |                                                     |                                                     |                                                     |                             |
|                                                                |                                                                |                                                                |                                                                |                                                                |                                     |                                     | Colombia                            | 0                                   |                         |                         |                                        |                                        |                                        |                                        |                                                     |                                                     |                                                     |                                                     |                                                     |                             |
|                                                                | Bogotà, Colombia (Terra)                                       | Bogotà, Colombia (Terra)                                       | Bogotà, Colombia (Terra)                                       | Bogotà, Colombia (Terra)                                       |                                     | S                                   | Brasile                             | 5                                   |                         |                         | Santa Catarina, Brasile (Terra indoor) | Santa Catarina, Brasile (Terra indoor) | Santa Catarina, Brasile (Terra indoor) | Santa Catarina, Brasile (Terra indoor) | Santa Catarina, Brasile (Terra indoor)              |                                                     |                                                     |                                                     |                                                     |                             |
|                                                                |                                                                | Colombia                                                       | 5                                                              |                                                                |                                     |                                     |                                     |                                     |                         | S                       | Brasile                                | 5                                      |                                        |                                        |                                                     |                                                     |                                                     |                                                     |                                                     |                             |
|                                                                | S                                                              | Bahamas                                                        | 0                                                              |                                                                | Curaçao, Antille Olandesi (Cemento) | Curaçao, Antille Olandesi (Cemento) | Curaçao, Antille Olandesi (Cemento) | Curaçao, Antille Olandesi (Cemento) |                         |                         | Antille Olandesi                       | 0                                      |                                        |                                        |                                                     |                                                     |                                                     |                                                     |                                                     |                             |
|                                                                |                                                                |                                                                |                                                                |                                                                | S                                   | Bahamas                             | 2                                   |                                     |                         |                         |                                        |                                        |                                        |                                        |                                                     |                                                     |                                                     |                                                     |                                                     |                             |
|                                                                |                                                                |                                                                |                                                                |                                                                |                                     |                                     | Antille Olandesi                    | 3                                   |                         |                         |                                        |                                        |                                        |                                        |                                                     | Montevideo, Uruguay (Terra)                         | Montevideo, Uruguay (Terra)                         | Montevideo, Uruguay (Terra)                         | Montevideo, Uruguay (Terra)                         | Montevideo, Uruguay (Terra) |
|                                                                |                                                                |                                                                |                                                                |                                                                |                                     |                                     |                                     |                                     |                         |                         |                                        |                                        |                                        |                                        |                                                     | S                                                   | Brasile                                             | 3                                                   |                                                     |                             |
|                                                                |                                                                |                                                                |                                                                |                                                                |                                     | L'Avana, Cuba (Cemento)             | L'Avana, Cuba (Cemento)             | L'Avana, Cuba (Cemento)             | L'Avana, Cuba (Cemento) | L'Avana, Cuba (Cemento) |                                        |                                        |                                        |                                        |                                                     | S                                                   | Uruguay                                             | 2                                                   |                                                     |                             |
|                                                                |                                                                |                                                                |                                                                |                                                                |                                     |                                     | Cuba                                | 2                                   |                         |                         |                                        |                                        |                                        |                                        |                                                     |                                                     |                                                     |                                                     |                                                     |                             |
|                                                                | Kingston, Giamaica (Cemento)                                   | Kingston, Giamaica (Cemento)                                   | Kingston, Giamaica (Cemento)                                   | Kingston, Giamaica (Cemento)                                   |                                     | S                                   | Uruguay                             | 3                                   |                         |                         | Montevideo, Uruguay (Terra)            | Montevideo, Uruguay (Terra)            | Montevideo, Uruguay (Terra)            | Montevideo, Uruguay (Terra)            | Montevideo, Uruguay (Terra)                         |                                                     |                                                     |                                                     |                                                     |                             |
|                                                                |                                                                | Cuba                                                           | 1                                                              |                                                                |                                     |                                     |                                     |                                     |                         | S                       | Uruguay                                | 4                                      |                                        |                                        |                                                     |                                                     |                                                     |                                                     |                                                     |                             |
|                                                                |                                                                | Giamaica                                                       | 3                                                              |                                                                | Kingston, Giamaica (Cemento)        | Kingston, Giamaica (Cemento)        | Kingston, Giamaica (Cemento)        | Kingston, Giamaica (Cemento)        |                         | S                       | Rep. Dominicana                        | 1                                      |                                        |                                        |                                                     |                                                     |                                                     |                                                     |                                                     |                             |
|                                                                |                                                                |                                                                |                                                                |                                                                |                                     | Giamaica                            | 2                                   |                                     |                         |                         |                                        |                                        |                                        |                                        |                                                     |                                                     |                                                     |                                                     |                                                     |                             |
|                                                                |                                                                |                                                                |                                                                |                                                                |                                     | S                                   | Rep. Dominicana                     | 3                                   |                         |                         |                                        |                                        |                                        |                                        |                                                     |                                                     |                                                     |                                                     |                                                     |                             |
| Bahamas e Cuba retrocesse al Group III della Coppa Davis 2006. | Bahamas e Cuba retrocesse al Group III della Coppa Davis 2006. | Bahamas e Cuba retrocesse al Group III della Coppa Davis 2006. | Bahamas e Cuba retrocesse al Group III della Coppa Davis 2006. | Bahamas e Cuba retrocesse al Group III della Coppa Davis 2006. |                                     |                                     |                                     |                                     |                         |                         |                                        |                                        |                                        |                                        | Brasile promossa al Group I della Coppa Davis 2006. | Brasile promossa al Group I della Coppa Davis 2006. | Brasile promossa al Group I della Coppa Davis 2006. | Brasile promossa al Group I della Coppa Davis 2006. | Brasile promossa al Group I della Coppa Davis 2006. |                             |

## Gruppo III
Località: Club de Tenis La Paz, La Paz, Bolivia (Terra)

Data: Settimana del 28 febbraio
|   | Gruppo A          | BOL | HAI | HON | LCA |   |                   | Gruppo B | GUA | PUR | ESA | PAN |
| 1 | Bolivia (3-0)     |     | 3-0 | 3-0 | 3-0 | 1 | Guatemala (3-0)   |          | 2-1 | 2-1 | 3-0 |     |
| 2 | Haiti (2-1)       | 0-3 |     | 3-0 | 2-1 | 2 | Porto Rico (2-1)  | 1-2      |     | 2-1 | 2-1 |     |
| 3 | Honduras (1-2)    | 0-3 | 0-3 |     | 3-0 | 3 | El Salvador (1-2) | 1-2      | 1-2 |     | 3-0 |     |
| 4 | Saint Lucia (0-3) | 0-3 | 1-2 | 0-3 |     | 4 | Panama (0-3)      | 0-3      | 1-2 | 0-3 |     |     |

|   | 1°-4° Play-off   | GUA | BOL | PUR | HAI |   |                   | 5°-8° Play-off | HON | ESA | PAN | LCA |
| 1 | Guatemala (3-0)  |     | 3-0 | 2-1 | 3-0 | 1 | Honduras (3-0)    |                | 2-0 | 2-1 | 3-0 |     |
| 2 | Bolivia (2-1)    | 0-3 |     | 3-0 | 3-0 | 2 | El Salvador (2-1) | 0-2            |     | 3-0 | 3-0 |     |
| 3 | Porto Rico (1-2) | 1-2 | 0-3 |     | 2-0 | 3 | Panama (1-2)      | 1-2            | 0-3 |     | 2-0 |     |
| 4 | Haiti (0-3)      | 1-2 | 0-3 | 0-2 |     | 4 | Saint Lucia (0-3) | 0-3            | 0-3 | 0-2 |     |     |

- Guatemala e Bolivia promosse al Gruppo II della Coppa Davis 2006.
- Panama e St. Lucia retrocesse nel Gruppo IV della Coppa Davis 2006.

## Gruppo IV
Squadre partecipanti
- Barbados
- Bermuda
- Costa Rica
- Trinidad e Tobago
- Isole Vergini Americane

- Costa Rica e Trinidad e Tobago promosse al Gruppo III della Coppa Davis 2006